# Ла-Гарита
Ла-Гари́та — гигантская вулканическая кальдера, расположенная в горах Сан-Хуан недалеко от города Крид на юго-западе штата Колорадо, США. Извержение, создавшее кальдеру Ла-Гарита, является одним из крупнейших известных вулканических извержений в истории Земли, а также одним из самых мощных известных супервулканических явлений. Произвела поистине чудовищное извержение 26—28 млн лет назад в эпоху хаттского олигоцена, выбросив в атмосферу более 1930 км³ туфа. Размер кальдеры составляет примерно 35×75 км, а её форма продолговатая. Считается потухшей.

## Извержение
Считается, что полному разрушению подверглась значительная часть нынешнего штата Колорадо. Образовавшийся пепловый поток покрыл территорию в 30 000 квадратных километров при средней его толщине в 100 метров, и сегодня известен как Фиш-каньон (Fish Canyon Tuff). Гипотетически такое извержение также породило громадное облако пепла, но на сегодняшний день территории, на которых он выпал, ещё только предстоит опознать. Мантийный плюм при извержении достиг высоты в 150 километров. Суммарный объём извергнутого материала составил 5000 кубических километров, что, к примеру, в два раза больше самого мощного суперизвержения Йеллоустонской кальдеры (туф Хаклберри-Ридж, ~2 100 000 лет назад), которое выбросило 2450 кубических километров материала, и в пять тысяч раз сильнее извержения горы Сент-Хеленс 1980 года (соответственно, 1 кубический километр). Сравнивая с антропогенными событиями, при извержении Ла-Гариты выделилось почти в 5000 раз больше энергии, чем при взрыве «Царь-бомбы».